# Natica dixoni
Natica dixoni is een slakkensoort uit de familie van de Naticidae. De wetenschappelijke naam van de soort is voor het eerst geldig gepubliceerd in 1992 door Fernandes & Rolán.